# Paku Alam IX
Paku Alam IX (Yogyakarta, 7 maggio 1938 – Surabaya, 21 novembre 2015) è stato un politico e nobile indonesiano.
Fu il nono principe di Pakualaman.

## Biografia
Figlio del principe Paku Alam VIII, nato col nome di Ambarkusumo, alla morte del genitore nel 1998 gli succedette col titolo nobiliare di principe con una cerimonia che si tenne il 26 maggio 1999. Per il concordato firmato da suo padre con lo stato indonesiano dopo la fine della seconda guerra mondiale, egli aveva rinunciato al governo del proprio stato ed in cambio era stato ricompensato con una serie di incarichi governativi nella regione di Pakualaman.
Come suo padre prima di lui, infatti, Paku Alam IX fu vice governatore della regione speciale di Yogyakarta, servendo sotto il governatorato del sultano Hamengkubuwono X.
Morì il 21 novembre 2015 dopo una breve malattia che l'aveva portato in degenza in ospedale cinque giorni prima. Venne sepolto nel mausoleo di famiglia a Girigondo. Venne succeduto dal figlio primogenito col nome di Paku Alam X.